# Energías renovables en Colombia
Las energías renovables en Colombia hacen referencia a los proyectos de instalación; a la demanda y al uso de fuentes energéticas sostenibles en el terrritorio nacional. Para 2024, al menos el diez por ciento de la energía que compone la matriz energética nacional proviene de la generación de energía solar y eólica.
El país posee un potencial energético que incluye el aprovechamiento de fuentes de energía solar, eólica e hidroelétrica, de los cuales existen proyectos piloto y a baja escala en varias regiones del país. Por ejemplo, en 2024 la capacidad solar instalada alcanzó cerca de 2 GW. No obstante, el transporte y la industria generan mayor demanda energética y persisten en el uso de combustibles fósiles.
En 2020, Colombia ocupó el puesto 20º a nivel mundial como productor de energía hidroeléctrica, con 12,6 GW de potencia instalada; el 45º mayor productor de energía eólica del mundo, con 0,5 GW de potencia instalada; el 76º mayor productor de energía solar del mundo, con 0,1 GW de potencia instalada; y el 38º mayor productor de energía a través de biomasa, con 0,3 GW de potencia instalada.

## Energía solar
Colombia posee un potencial significativo para la producción de energía solar gracias a su ubicación en la zona ecuatorial, a pesar de que el país se encuentra en una región compleja de los Andes, donde las condiciones varían. La radiación solar promedio diaria es de 4.5 kWh/m², y el área con los mejores recursos solares es la Península de la Guajira, con 6 kWh/m², de radiación solar al norte del país. 
Colombia ha desarrollado dos diferentes mercados de energía solar, los proyectos de gran envergadura como los 11,23 MWp del proyecto de la empresa de energía Celsia en Yumbo, Valle del Cauca y de 9 MWp en Santa Rosa de Lima en el departamento de Bolívar al norte del país, la planta de El Paso, en el departamento del Cesar, con una producción de 86 MWp, cuyo propietario es Enel Green Power y su filial en Colombia Codensa. Por otra parte, se tiene un mercado de autogeneración o generación distribuida para la industria, el comercio y el sector residencial, donde se estiman entre 20 y 30 MWp en operación y se destacan los proyectos de Tecnoglass en Barranquilla de 12MWp, el aeropuerto El Dorado de Bogotá de 3MWp y Nutresa de 1MWp. En la isla de San Andrés, apenas se cuenta con una capacidad instalada cercana a 100Kw, alrededor de 370 paneles; En la isla de Santa Catalina se planeó instalar 300Kw a finales del año 2016 y convertirla en la primera isla del archipiélago en utilizar 100 % de energía renovable.
En la actualidad, Colombia cuenta con cerca de 140 MWp instalados de energía solar, equivalentes a 400.000 paneles solares y de acuerdo a información de la UPME y al Gobierno Nacional de Colombia, para el 2021 se tendría en operación más de 500MWp de energía fotovoltaica instalada, apoyada por la subasta de energía que se lleva a cabo en dicho país.

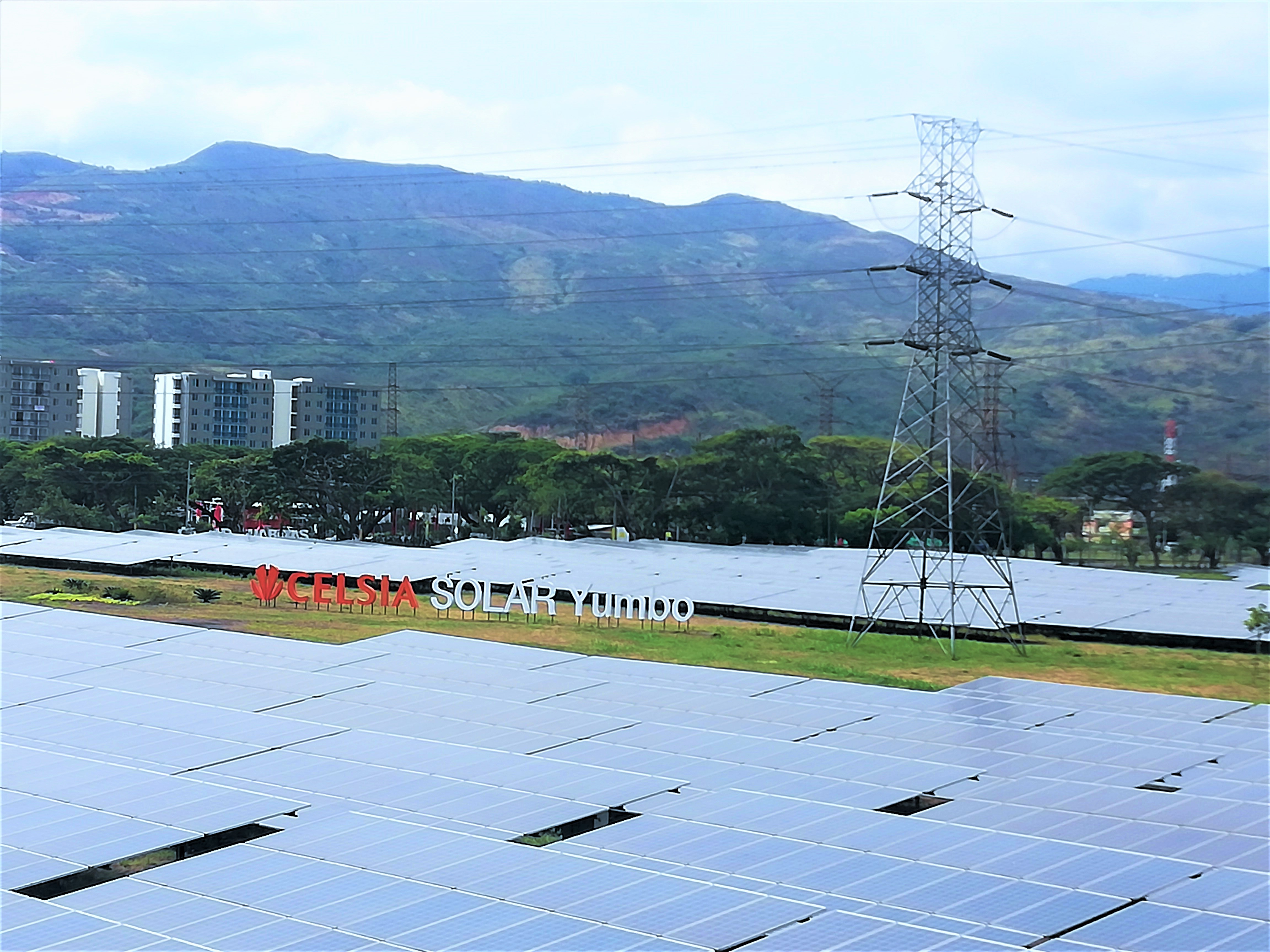
CELSIA Solar Yumbo, Planta solar con capacidad de 9,9 MWp, ubicada en Yumbo, Valle del Cauca

### Parques solares en Colombia
| N° | Central                       | Ubicación               | Capacidad | Operador        |
| -- | ----------------------------- | ----------------------- | --------- | --------------- |
| 1  | Parque Fotovoltaico Guayepo   | Ponedera (Atlántico)    | 486 (MW)  | Enel (Colombia) |
| 2  | Parque Fotovoltaico La Loma   | El Paso (Cesar)         | 187 (MW)  | Enel (Colombia) |
| 3  | Bosques Solares de los Llanos | Puerto Gaitán (Meta)    | 125 (MW)  | Isagen          |
| 4  | Bosques Solares de Bolívar    | Sabanalarga (Atlántico) | 100 (MW)  | Isagen          |
| 5  | Parque Fotovoltaico Fundación | Pivijay (Magdalena)     | 90 (MW)   | Enel (Colombia) |

## Hidroeléctricas
Por su gran cantidad de ríos, la electricidad en una parte de Colombia proviene principalmente de las plantas hidroeléctricas y se reconocen como parte del Sistema Interconectado Nacional de Colombia, la electricidad también es generada a partir de  combustibles fósiles, como el gas, el carbón y el combustible líquido, las cuales son mayormente utilizadas en las zonas no interconectadas. Las zonas no interconectadas están los departamentos de Amazonas, Vichada, Vaupés, Guainía, San Andrés y Providencia, Chocó, entre otros.
Las hidroeléctricas son una fuente de generación de energía muy importante para el país. El potencial hidroeléctrico del país se ha estimado en 93GW, con unos 25GW adicionales de centrales minihidráulicas. Sin embargo, el potencial para las hidroeléctricas enfrenta ciertas dificultades, ya que los mejores lugares para aprovechar este recurso han sido aprovechados por otras hidroeléctricas, también debido al creciente costo social y del impacto ambiental relacionado con las grandes represas, y la posible incidencia del cambio climático en el sistema hidrológico del país demuestran prolongados períodos de sequía en el futuro. Los embalses son capaces de generar 18.197 GWh, que equivale a menos del 23 % de la demanda de un año en el país.

### Hidroeléctricas en Colombia
| N° | Central                           | Ubicación                      | Capacidad | Operador                      |
| -- | --------------------------------- | ------------------------------ | --------- | ----------------------------- |
| 1  | Hidroituango                      | Ituango (Antioquia)            | 2000 (MW) | Empresas Públicas de Medellín |
| 2  | Central hidroeléctrica del Guavio | Ubalá (Cundinamarca)           | 1260 (MW) | Enel (Colombia)               |
| 3  | Central hidroeléctrica San Carlos | San Carlos (Antioquia)         | 1240 (MW) | Isagen                        |
| 4  | Central hidroeléctrica de Chivor  | Santa María (Boyacá)           | 1000 (MW) |                               |
| 5  | Hidrosogamoso                     | Tienda Nueva (Santander)       | 820 (MW)  | Isagen                        |
| 6  | Central Hidroeléctrica de Guatapé | Guatapé (Antioquia)            | 560 (MW)  | Empresas Públicas de Medellín |
| 7  | Central hidroeléctrica Anchicayá  | Buenaventura (Valle del Cauca) | 429 (MW)  | Celsia                        |
| 8  | Proyecto Hidroeléctrico El Quimbo | Gigante (Huila)                | 400 (MW)  | Enel (Colombia)               |
| 9  | Central hidroeléctrica Miel I     | Norcasia (Caldas)              | 400 (MW)  | Isagen                        |
| 10 | Represa Urrá I                    | Tierralta (Córdoba)            | 340 (MW)  | Emec                          |

## Energía eólica

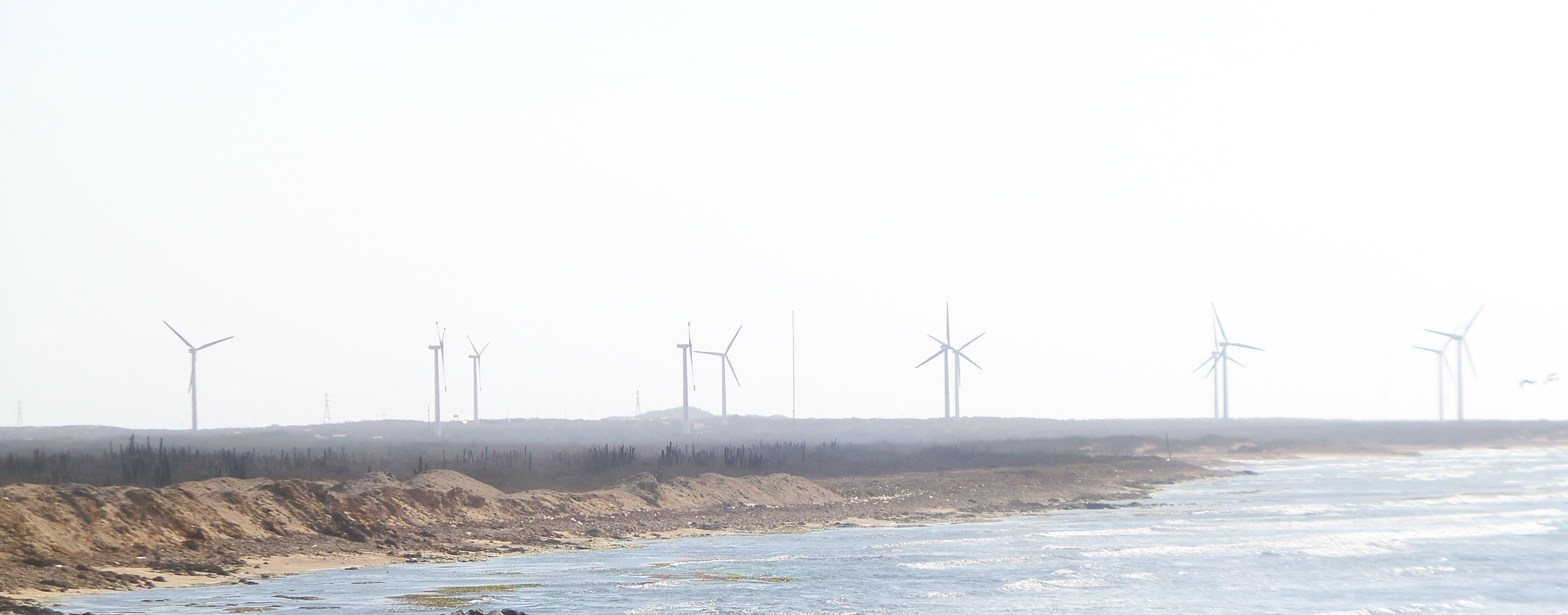
Parque eólico Jepirachí en La Guajira, Colombia.

Los vientos en Colombia están entre los mejores de Sudamérica. Regiones en donde se han investigado, como en el departamento de La Guajira, han sido clasificados vientos clase 7 (cerca de los 10 metros por segundo (m/s)). La única otra región con esta clasificación en Latinoamérica es la Patagonia, ubicada en Chile y Argentina.
Colombia tiene un potencial estimado de energía eólica de 21 GW solamente en el departamento de La Guajira (lo suficiente para satisfacer casi dos veces la demanda nacional de energía). Sin embargo, el país solamente ha instalado 510 MW en energía eólica, explotando 2,5 % de su potencial teórico. Esta capacidad la aprovecha principalmente el Parque eólico Jepirachí, desarrollado por Empresas Públicas de Medellín (EPM) bajo Carbón Finance, un mecanismo anexado al Banco Mundial. También, hay varios proyectos bajo consideración, incluyendo un parque eólico de 200MW en Ipapure.

### Parques eólicos en Colombia
| N° | Central                 | Ubicación                   | Capacidad | Operador                      |
| -- | ----------------------- | --------------------------- | --------- | ----------------------------- |
| 1  | Parque eólico Guajira 1 | Puerto Bolívar (La Guajira) | 20 (MW)   | Isagen                        |
| 2  | Parque eólico Jepírachi | Puerto Bolívar (La Guajira) | 19.5 (MW) | Empresas Públicas de Medellín |

## Energía geotérmica
El Instituto de Planificación y Promoción de Soluciones Energéticas para las Zonas No Interconectadas (IPSE) ha identificado 3 fuentes potenciales de energía geotérmica.
- Azufral, en el departamento de Nariño, donde se encuentra el volcán Azufral.
- Cerro Negro-Tufiño, también en el departamento de Nariño, cerca del volcán de Chiles.
- Paipa, localizada en la Cordillera Oriental del departamento de Boyacá.[4]

El potencial de las principales fuentes de energía geotérmica están resumidas así:
| Chiles-Cerro Negro           | Nariño           | Alto        |
| Azufral de Túqueres          | Nariño           | Alto        |
| Doña Juana                   | Nariño           | Desconocido |
| Grupo Sotará                 | Cauca            | Desconocido |
| Puracé                       | Cauca            | Desconocido |
| Machía                       | Huila            | Alto        |
| Cerro Bravo                  | Caldas           | Alto        |
| Nevado del Ruiz-Santa Isabel | Caldas-Risaralda | Alto        |
| Cerro España                 | Caldas           | Alto        |

De momento, una de las razones para que este potencial no se haya explotado es la disponibilidad aún de fuentes convencionales de energía en estas zonas como el carbón.

## Biomasa
Colombia tiene un gran potencial en biomasa de residuos agrícolas que incluyen los residuos en las cadenas productivas de las bananas, la cascarilla de arroz, la pulpa de café, y los desperdicios de animales. La biomasa vegetal se considera un elemento de generación intermedia entre las energías renovables y no renovables, dado que su tasa de consumo debe ser menor a la tasa de regeneración para ser considerado como renovable. Se están realizando estudios con desperdicios como el bagazo de caña, cuya producción se estima en 1,5 millones de toneladas anuales. También se está estudiando el uso de la cascarilla de arroz, pues se producen alrededor de  457 000 toneladas al año. El potencial energético de la biomasa anual está estimado en torno a  los 16 GWh, mucho más[cita requerida] que el 0,1 % de la producción eléctrica actual. El potencial está distribuido así:
- 11,828 MWh/año de residuos agrícolas.
- 2,649 MWh/año de bioetanol.
- 698 MWh/año de los residuos de las zonas forestales naturales.
- 658 MWh/año de biodiésel.
- 442 MWh/año de los residuos de bosques plantados.

La región de Urabá en el norte del departamento de Antioquia tiene aproximadamente 19,000 hectáreas de siembra de bananas, produciendo más de un millón de toneladas anualmente. Se ha estimado también que 85,000 toneladas por año podrían producir 190 millones m3/año de biogás generado por el uso de los desechos de la siembra de café, equivalente a 995,000 MWh.
Además, los vertederos de las 4 principales ciudades de Colombia (Bogotá, Medellín, Cali y Barranquilla) podrían proveer 47 MW (0.3 % de la capacidad instalada actual).

## Costos de inversión
| Fuente de Energía  | Tecnología                     | Costo en dólares por Kilovatio (US$/kW) |
| ------------------ | ------------------------------ | --------------------------------------- |
| Hidroeléctricas    | Embalse (represa)              | 700-1,700                               |
| Energía solar      | Sistemas solares fotovoltaicos | 1,500-3,000                             |
| eólica (en costas) | Generación de electricidad     | 800-1,200 (a gran escala)               |
| eólica (en costas) | Generación de electricidad     | hasta 3,000 (pequeña escala)            |
| eólica (en costas) | Bombas                         | 1,500-4,000                             |
| Energía geotérmica | Generación de Electricidad     | 3,000-5,000 (pequeña escala)            |
| Energía geotérmica | Generación de Electricidad     | 1,500-2,500 (Gran Escala)               |
| Biomasa            | Combustión directa             | 2,800-5,000                             |

Según estudios realizados por la Corporación para la Energía y el Medio Ambiente (Corpoema), los costos actualizados a 2012 para la implementación de proyectos de generación con Energías Renovables en zonas pertenecientes al Sistema Interconectado Nacional (SIN) en Colombia serían:
| Zona | Tecnología | Sistema          | US$/kW 2010 | US$/kW 2015 | US$/kW 2020 | Vida Útil (Años) | Factor de Capacidad (%) |
| ---- | ---------- | ---------------- | ----------- | ----------- | ----------- | ---------------- | ----------------------- |
| SIN  | Eólica     | EEo 100 MW       | 1.385       | 1.206       | 1.072       | 20               | 30                      |
| SIN  | Nuclear    | Nuclear          | 1.500       | 1.500       | 1.500       | 40               | 90                      |
| SIN  | Eólica     | EEo 10 MW        | 1.609       | 1.407       | 1.251       | 20               | 30                      |
| SIN  | Biomasa    | Bio Vapor 50 MW  | 1.898       | 1.730       | 1.700       | 20               | 90                      |
| SIN  | Biomasa    | Bio Gasif 20 MW  | 2.289       | 2.020       | 1.910       | 20               | 90                      |
| SIN  | Solar      | ST sin Alm 30 MW | 2.458       | 2.212       | 1.991       | 30               | 20                      |
| SIN  | PCH        | PCH 5 MW         | 2.647       | 2.547       | 2.513       | 30               | 45                      |
| SIN  | Geotérmica | Geo 50 MW        | 2.803       | 2.624       | 2.557       | 30               | 90                      |
| SIN  | Biomasa    | Bio RSU 5 MW     | 3.629       | 3.329       | 3.161       | 20               | 80                      |
| SIN  | Geotermia  | Geo 20 MW        | 4.579       | 4.278       | 4.166       | 30               | 90                      |
| SIN  | Solar      | ST con Alm 30 MW | 4.807       | 4.326       | 3.894       | 30               | 50                      |
| SIN  | Solar      | SFV 5 MW         | 6.924       | 6.232       | 5.608       | 25               | 20                      |

Los costos actualizados para la implementación de estos sistemas en Zonas No Interconectadas en Colombia (ZNI) en Colombia serían: 
| Zona | Tecnología | Sistema          | US$/kW 2010 | US$/kW 2015 | US$/kW 2020 | Vida Útil (Años) | Factor de Capacidad (%) |
| ---- | ---------- | ---------------- | ----------- | ----------- | ----------- | ---------------- | ----------------------- |
| ZNI  | PCH        | PCH 0.3 kW       | 2.615       | 2.489       | 2.463       | 5                | 30                      |
| ZNI  | Biomasa    | Bio Biogas 60 kW | 4.170       | 3.905       | 3.821       | 20               | 80                      |
| ZNI  | PCH        | PCH 100 kW       | 4.356       | 4.139       | 4.106       | 30               | 30                      |
| ZNI  | PCH        | PCH 1 kW         | 4.473       | 4.314       | 4.272       | 15               | 30                      |
| ZNI  | Eólica     | EEo 100 kW       | 4.658       | 4.190       | 3.854       | 20               | 20                      |
| ZNI  | Biomasa    | Bio Gasif 100 kW | 4.824       | 4.290       | 4.065       | 20               | 80                      |
| ZNI  | Biomasa    | Bio RSU 5 MW     | 5.444       | 4.994       | 4.742       | 20               | 80                      |
| ZNI  | Eólica     | EEo 0,3 kW       | 8.999       | 8.126       | 7.457       | 20               | 25                      |
| ZNI  | Solar      | SFV 25 kW        | 11.048      | 9.943       | 8.948       | 25               | 20                      |
| ZNI  | Solar      | SFV 0,05 kW      | 11.052      | 9.947       | 8.952       | 20               | 20                      |
| ZNI  | Solar      | SFV 0,3 kW       | 11.052      | 9.947       | 8.952       | 20               | 20                      |
| ZNI  | Geotermia  | Geo 200 kW       | 12.096      | 11.024      | 10.740      | 20               | 70                      |